# Caroline John
Caroline John (19. září 1940 York, Anglie – 5. června 2012 Londýn, Anglie) byla britská herečka. Jednou z jejích nejznámějších rolí byla Liz Shaw v seriálu Pán času. Hrála také například ve filmech The Woman in Black (1989) a Láska nebeská (2003). Jejím manželem byl herec Geoffrey Beevers, se kterým měla tři děti.